# Пипа
Гонзало Авила Гордон (на испански: Gonzalo Ávila Gordón), по-познат като Пипа (на испански: Pipa), е испански футболист, който играе на поста десен бек. Състезател на Уест Бромич.

## Кариера
Пипа е бивш играч на Еспаньол, Химнастик де Тарагона, Хъдърсфийлд и Олимпиакос.
На 1 февруари 2023 г. испанецът е обявен за ново попълнение на Лудогорец. Дебютира на 19 февруари при победата с 2:1 като домакин на Славия.

## Национална кариера
На 3 септември 2020 г. десният бек дебютира в официален мач за националния отбор на Испания до 21 г., при победата с 0:1 като гост на националния отбор на Северна Македония до 21 г., в среща от квалификациите за Европейското първенство по футбол за младежи през 2021 г.

## Успехи
Лудогорец
- Първа лига (1):  2022/23
- Купа на България (1): 2023